# NGC 5721
NGC 5721 (również PGC 52346) – galaktyka soczewkowata (S0), znajdująca się w gwiazdozbiorze Wolarza. Odkrył ją 16 kwietnia 1855 roku R.J. Mitchell – asystent Williama Parsonsa.